# Hakuraa
Hakuraa is een van de onbewoonde eilanden van het Meemu-atol behorende tot de Maldiven. Op het eiland bevindt zich een toeristenresort bestaand uit 70 luxe waterbungalows en enkele strandbungalows genaamd Hakuraa club. De waterbungalows zijn na de Tsunami in 2004 opnieuw gebouwd.